# Skule Bårdsson

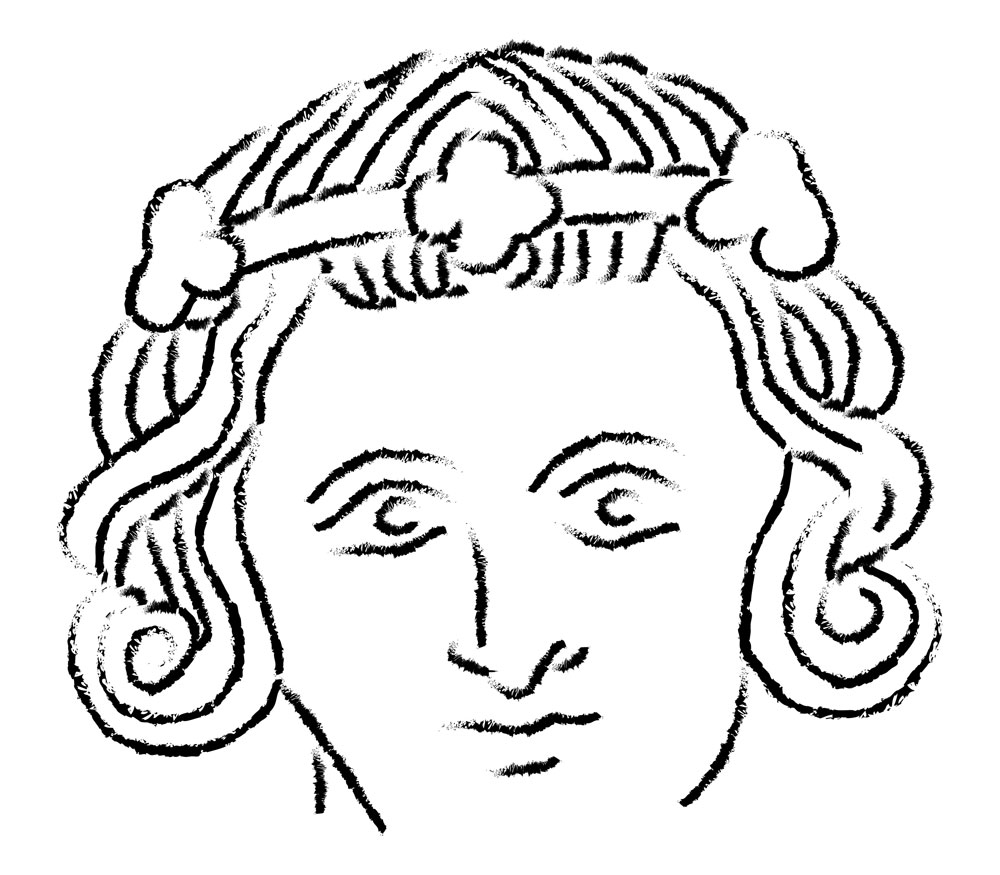
Skule Bårdson. Zeichnung nach den Resten der Grabplatte im Dom zu Trondheim.

Skule Bårdsson, norrøn Skúli Bárðarson, (* um 1189, errechnet aus der Angabe der Håkons Saga, er sei mit 51 Jahren gestorben, wahrscheinlich in Reins Kloster in Rissa; † 24. Mai 1240 im Kloster Elgeseter bei Nidaros) war ein norwegischer Gegenkönig. Er wurde in der Christ-Kirche in Nidaros unter dem Wandgrab seines Halbbruders im Boden begraben.

## Herkunft
Er stammte von Earl Toste Godwinsson, dem Bruder des englischen Königs Harald Godwinson, und der Judith von Flandern und deren gemeinsamen Sohn, Skuli Tostesson „Kongsfostre“, verheiratet mit Gudrun Nefsteinsdatter, einer Tochter von Nefstein und der Ingerid Sigurdsdatter, ab, die ihrerseits eine Tochter von Sigurd Syr, König von Ringeringe, war.
Seine Eltern waren der norwegische Magnat und Lehnsmann Bård Guttormsson zu Rein († 1194) und dessen dritte Ehefrau Ragnfrid Erlingsdatter, eine Tochter des Lehnsmanns Erling auf Kvie.
Skule Bårdsson war mit Ragnhild (zuletzt erwähnt 1247), möglicherweise Tochter des Lehnsmannes Nikolas Pålsson Kuvung zu Giske († 1217), verheiratet. Er hatte die Töchter Margarete Skulesdatter († 1270) und Ingerid, die mit dem Jarl Knut Håkonsson verheiratet war, und war Schwiegervater von Håkon Håkonsson (1204–1263) und Knut Håkonsson († 1261).
Skule ist einer der umstrittensten und am unterschiedlichsten bewerteten Persönlichkeiten der norwegischen Mittelaltergeschichte.

## Der Aufstieg
Nach den Böglunga sögur wuchs Skule auf Kvie in Vang auf, wahrscheinlich nach dem Tod seines Vaters 1194 bis zum Winter 1204/1205. Dann kam er zu König Inge Bårdsson nach Nidaros. Dort war er im Gefolge des Königs. Er wird im Zusammenhang mit den Kämpfen gegen die Bagler in Nidaros 1206 und in Bergen 1207 erwähnt. 1213 war er beim Bauernaufstand in Trøndelag Anführer des königlichen Heeres. Als zu dieser Zeit König Inge erkrankte, trat er dafür ein, dass Inges unehelicher Sohn Guttorm Ingesson der nächste in der Erbfolge nach seinem Vater sei. Darin lag die noch fest verwurzelte Ansicht, dass es bei der Erbfolge nicht auf die Ehelichkeit des Nachkommen ankomme. Das sahen auch die Birkebeiner so, allerdings als Argument für Håkon Håkonssons Kandidatur, da Inge Bårdsson nur über seine Mutter königlichen Geblüts war, Håkon aber über seinen Vater. Skule erhielt im Winter 1216/1217 am Sterbebett König Inges den Jarlstitel. Inge starb am 23. April 1217.

### Øyrating 1217
Die Versammlung auf dem Øyrating ist nur aus der Hákonar saga bekannt. Sie fand im Frühsommer 1217 statt. Sie wurde von den Anführern des königlichen Gefolges mit einer Ladungsfrist von einem Monat angesetzt. Da Håkon am 8. Juli zum König gewählt wurde, muss sie noch im Juni zusammengetreten sein. Es nahmen teil Håkon Håkonsson, der zu wählende König, Jarl Skule Bårdsson, der Lehnsmann Gregorius Jonsson, der Oberstallmeister und Lagmann Dagfinn bonde, Onund Merkesmann, der Birkebeinerhäuptling und Stiefvater Håkons Vegard von Veradal, Roar Kongsfrende, dazu das Domkapitel und weitere Geistliche aus Nidaros, die königliche Leibwache, die Großbauern aus ganz Trøndelag und die Führer der städtischen Bevölkerung. Die Huldigung als alleiniger König wird nicht ausdrücklich erwähnt, sie wurde aber im gleichen Jahr in Bergen, auf dem Haugating, Borgarting und lokalen Tingversammlungen im Osten von Viken bestätigt. Die Lehnsmänner und die königlichen Gefolgsleute legten den Gefolgschaftseid auf den König und den Jarl ab.

### Der Höhepunkt seiner Macht
Von 1217 bis zu seinem Tod herrschte Skule über ein Drittel von Norwegen und die tributpflichtigen Gebiete, teils zusammenhängend, teils verstreut über viele Güter im Land. Sein Herrschaftsgebiet war geografisch nicht bestimmt, da Skule als Reichs-Jarl fungierte. In einem Brief des englischen Königs wurde er daher als dux totius Norwegie tituliert. Bis zum Winter 1220/1221 überwinterten der König und der Jarl am gleichen Ort, und er war für den noch unmündigen König Regent. Er führte 1218 auch die Vergleichsverhandlungen zwischen Baglern und Birkebeinern, kämpfte gegen Aufständische im Osten bis mitten in die 1220er Jahre. Auch in der Außenpolitik war er die gestaltende Persönlichkeit insbesondere gegenüber Island, England und dem Papst. Zu dieser Zeit hielt sich auch Snorri Sturluson in Norwegen auf. Er war Parteigänger Skules und wurde auch sein Gefolgsmann. Mit England betrieb Skule auch privaten Handel. Die Nachfolgefrage wurde 1223 auf einem Reichstag zu Bergen endgültig zu Gunsten des nun volljährig gewordenen Håkon entschieden. Dort wurde auch eine neue Machtverteilung zwischen dem Jarl und dem König beschlossen, die vom Erzbischof und den Bischöfen garantiert wurde. Skule erhielt nun als räumlich abgegrenzten Bereich das nördliche Drittel des Reiches einschließlich Sunnmøre. Auch in den tributpflichtigen Ländern wurde die Macht nun geteilt.

## Der Konflikt
1225 heiratete der König Skules Tochter Margrete Skuledatter. Mitte der 1220er Jahre kam es auf verschiedenen Gebieten zu Spannungen zwischen dem König und dem Jarl, und die Ehe hatte nicht die erhoffte mäßigende Wirkung. In der Hákonar saga wird die Ursache dafür in Intrigen seitens dritter, nicht genannter Personen gesehen, während alles in Ordnung gewesen sei, wenn die beiden zusammen waren. Narve Bjørgø sieht darin einen Kunstgriff des Verfassers in einer schwierigen Situation: Die Saga wurde zur Zeit von Håkon Lagabætirs geschrieben, der der Sohn von König Hâkon und Margarete Skulesdatter und damit Enkel von Skule Bårdson war. Die Konflikte zwischen König und Jarl nahmen zu und mussten immer wieder von den Bischöfen geschlichtet werden. Es kam sogar fast zu bewaffneten Auseinandersetzungen. Auf dem Reichstag zu Bergen 1233 brachten der Erzbischof und die übrigen Bischöfe erneut einen Vergleich zustande. Doch die Hákonar saga fügt hinzu, dass es danach kein vollständiges Vertrauensverhältnis zwischen den beiden mehr gegeben habe. 1235 übertrug der König um des Friedens willen ein Drittel der Bezirke in Opland und Viken ab dem folgenden Winter auf Skule, und der Vergleich wurde im Jahr darauf erneuert. Im Frühjahr 1237 bekam Skule auf dem Øyrating den Herzogstitel, den ersten in Norwegen. Die Macht über einem Drittel des Landes scheint bis zu seinem Tode unverändert geblieben zu sein.

## Das Ende
Am 6. November 1239 wagte Skule den offenen Aufstand. Ihm wurde als gesamtnorwegischer König auf dem Øyrating gehuldigt. Das führte zu zwei großen Schlachten im Winter und im Frühjahr 1240. Die erste fand bei Låke, einem Hof in Nannestad, statt. Skule siegte. Die nächste Schlacht fand kurz nach Ostern bei Oslo statt und führte zu einer endgültigen Niederlage für Skule. Es war die letzte Schlacht der Bürgerkriegszeit. Er floh nach Nidaros in das Kloster Elgeseter. Als die Birkebeiner unter ihrem Anführer Åsulf Erikssom von Rein das Kloster in Brand setzten, rannten er und seine Getreuen in Freie, wo sie trotz der Bitte des Erzbischofs um Gnade niedergemacht wurden.
Nach dem Tode Skules war auch das Schicksal Snorris besiegelt. Snorri hatte 1239 Norwegen entgegen dem Verbot des Königs wieder verlassen. Gissur Þorvaldsson tötete Snorri im Auftrag des Königs am 23. September 1241 in Reykholt.

## Würdigung in der Geschichtsschreibung
Die Hákonar saga schildert Skule Bårdsson in vielerlei Hinsicht sympathisch, was bei seiner Entwicklung vom Königsmann zum Aufständischen überrascht.
Bei den späteren Darstellungen macht sich bemerkbar, dass bei zwei bedeutenden Männern die positive Charakterisierung des einen zu einer negativen Beurteilung des andern führte.
So hat der Historiker P. A. Munch in einem Theaterstück ein konsequent negatives Bild von Skule gezeichnet. Munch solidarisierte sich mit dem König als der größten und bedeutendsten Persönlichkeit auf Norwegens Thron im Mittelalter. Aus diesem Blickwinkel wurde Skules Wirken auf ein durchgehendes Ränkespiel mit einem dramatischen Ende als Konsequenz seiner Intrigen reduziert. Auf dieser Beurteilung beruhte auch Ibsens Theaterstück Kongsemnerne (1863). Er legte aber seine eigenen psychologisierenden Elemente in Skules Schilderung: Dort ist er ein unentschlossener Zweifler in dem Dilemma, dem König am nächsten zu stehen, ohne selbst König werden zu können. Dieses Bild hat sich Generationen von Norwegern eingeprägt.
1922 verfasste der norwegische Dichter Hans E. Kinck das Buch Storhetstid, das große Aufmerksamkeit auf sich zog. Darin wurde König Håkon als affektierter Narr dargestellt, während Skule der überlegene, tüchtige und intelligente Politiker war. Dies griff der Historiker Halfdan Koht 1923 in einem Vortrag vor der wissenschaftlichen Akademie in Kristiania (Druckfassung 1924) auf. Dort wurde Skule zum größten politischen Talent des norwegischen Mittelalters, dessen Lebenswerk sich am Ende gegen ihn selbst richtete und ihn vernichtete. Dagegen mangelten Håkon alle Eigenschaften zu einem großen Staatsmann. Obgleich er diese Sicht nicht sehr wissenschaftlich untermauerte, fand seine Deutung unter den Historikern großen Anklang.
In den 1960er Jahren wurden beide endlich als historische Akteure gewürdigt, ohne dass einer zu Gunsten des anderen abgewertet wurde. Dabei wurde auch herausgearbeitet, dass er in den 1230er Jahren von ehrgeizigen Regierungskreisen ausmanövriert wurde und er keine wirksamen Gegenstrategien entwickeln konnte. Die Fähigkeit eines Realpolitikers, das Richtige zur richtigen Zeit am richtigen Ort zu tun, war nicht seine Stärke. In der neuesten Forschung wird Skule in der Analyse seines Feldzuges 1239 bis 1240 als hervorragender militärischer Stratege gewürdigt. Er hatte eine professionelle Mannschaft, betrieb eine durchorganisierte Militärspionage und militärische Logistik, war in der Taktik flexibel und war überhaupt in der Militärstrategie auf der Höhe seiner Zeit in Europa, auch wenn man seine Niederlage am Ende in Rechnung stellt.